# Entablement
On appelle entablement :

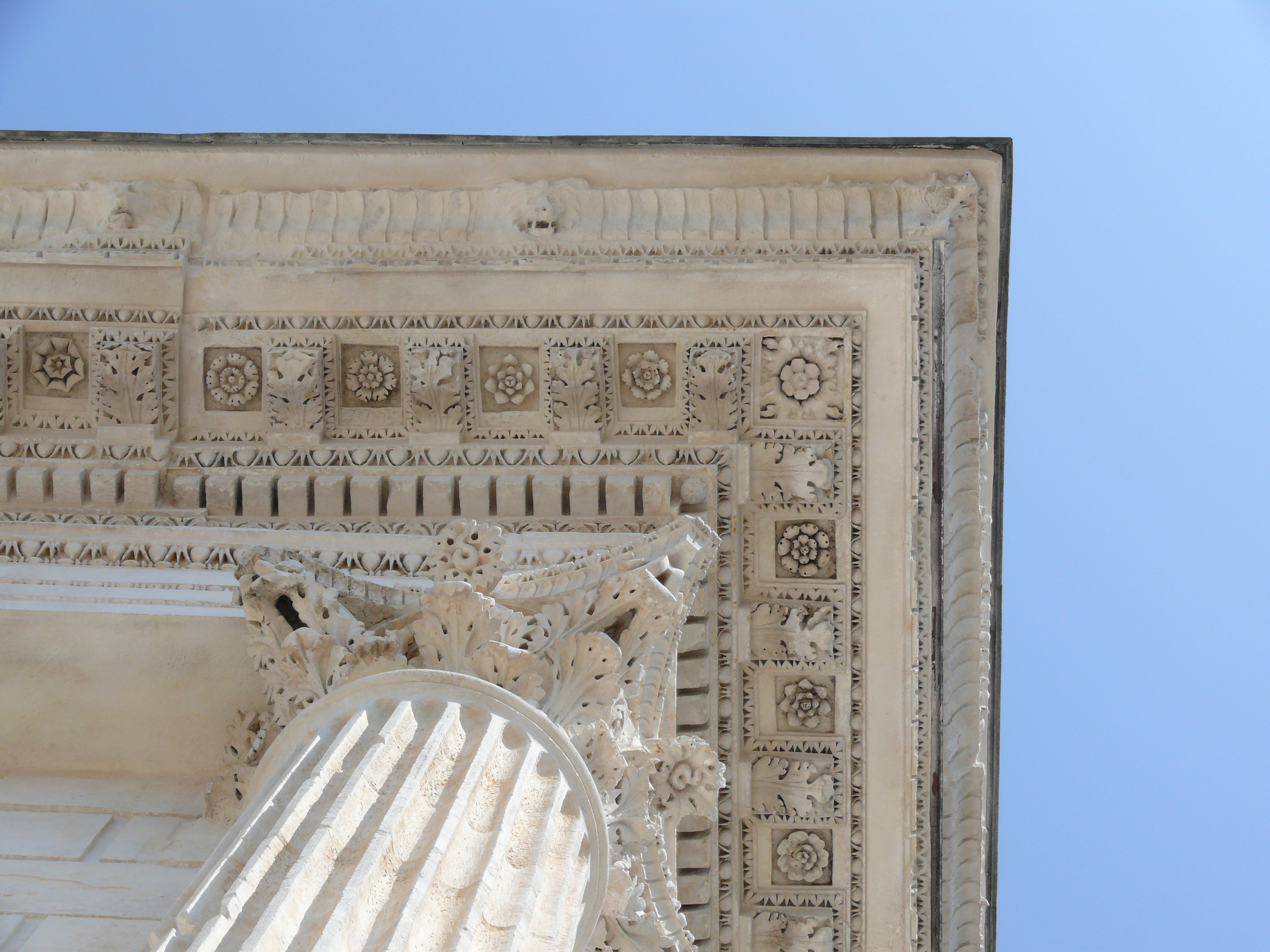
Entablement antique de la Maison carrée à Nîmes, la perspective montre le soffite ouvragé de la corniche.

- la partie appuyée par une colonnade qui se situe entre le chapiteau et la corniche ;
- le bandeau très important couronnant une façade soit directement sous les combles, soit avant le retrait du dernier étage (attique) ;
- la partie supérieure de l'ordre antique comprenant : l'architrave, la frise et la corniche.

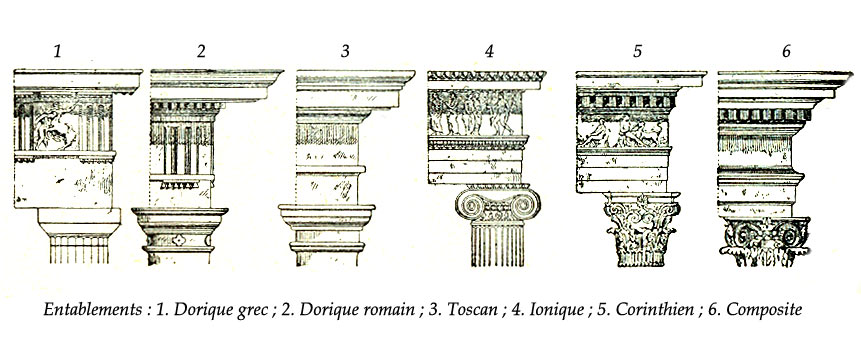
Les différents types d'entablements d'après Le Larousse de 1922.